# 巨鹿故城遗址
巨鹿故城遗址，位于中国河北省邢台市城下，为邢台市巨鹿县的一个省级文物保护单位，类型为古遗址，公布时间为1982年7月23日。
巨鹿故城遗址的历史年代为宋代。